# Wilfried Lückert

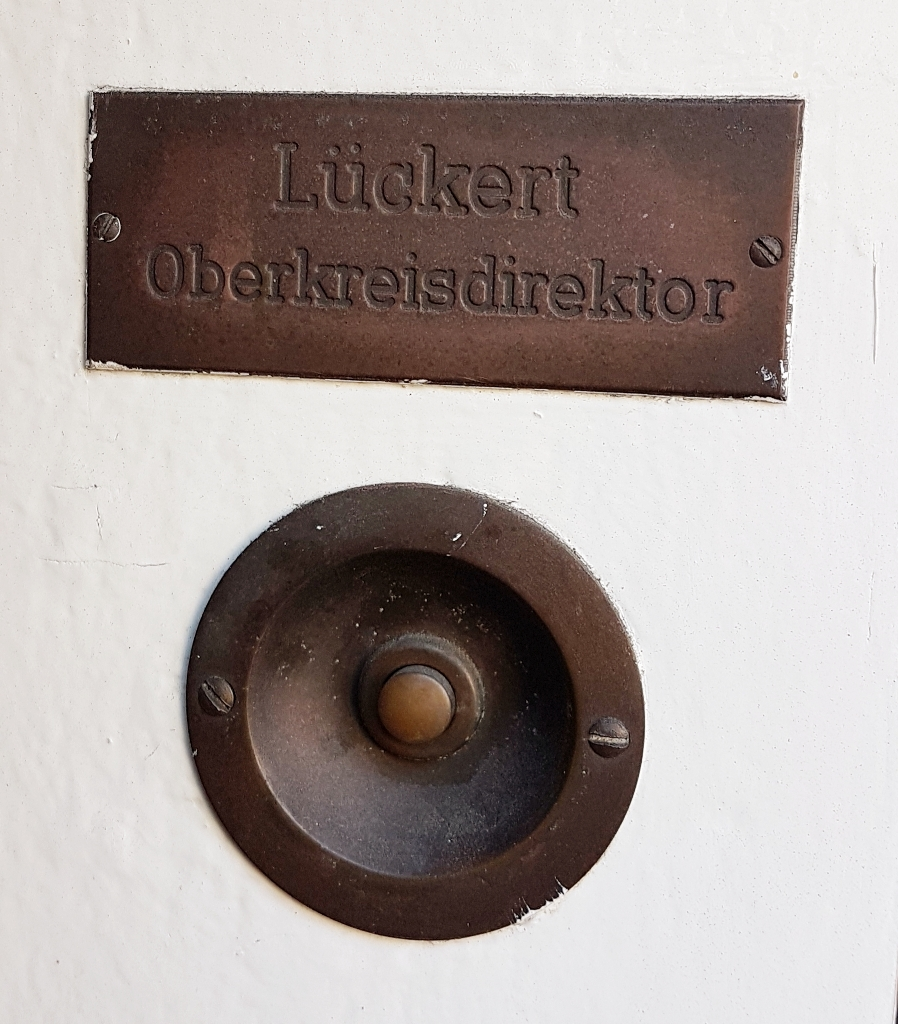
Relikt aus der Amtszeit des OKD Lückert.

Wilfried Lückert (* 12. Mai 1920 in Berleburg; † 18. April 2015 ebenda) war ein deutscher Jurist und letzter Oberkreisdirektor (OKD) des Kreises Wittgenstein.

## Leben und Wirken
Wilfried Lückert wurde am 12. Mai 1920 als einziges Kind des Berleburger Volksschullehrers Willi Lückert und seiner Ehefrau Amalie geb. Hüster geboren. Sein Vater starb bereits 1929 im Alter von 35 Jahren. Lückert besuchte von 1926 bis 1930 die Volksschule in Berleburg, danach absolvierte er bis 1936 die dortige Realschule. Sein Abitur legte er 1939 am Realgymnasium, der heutigen Lahntalschule in Biedenkopf ab. Nach einer halbjährlichen Beschäftigung in einem Industriebetrieb begann er im Wintersemester 1940 sein Jurastudium an der Universität Münster. Bereits Ende 1940 unterbrach er zunächst das Studium wegen seiner Einberufung zur Wehrmacht. Lückert wurde in Russland (Kaukasus) und in Italien (Monte Cassino, Nettuno) eingesetzt. Am 7. April 1945 geriet er im thüringischen Mühlhausen in amerikanische Kriegsgefangenschaft. Über Stationen in Hersfeld und Kreuznach wurde er nach Frankreich gebracht. Nach mehrmonatiger Verwendung in französischen Steinbrüchen bewarb er sich als Dolmetscher; in dieser Funktion fand er bei Bordeaux von Juni 1946 bis September 1947 Verwendung. Lückert wurde am 27. September 1947 in Tuttlingen aus der Kriegsgefangenschaft entlassen. Ende 1948 nahm er sein Jurastudium in Münster wieder auf. Im August 1951 absolvierte er beim OLG Hamm sein erstes Staatsexamen und war danach Referendar beim Amtsgericht Berleburg, Landgericht Siegen, Oberlandesgericht Hamm sowie 18 Monate bei der Kreisverwaltung Wittgenstein. Das zweite juristische Staatsexamen bestand er im Februar 1956 vor dem Landesprüfungsamt in Düsseldorf. Nach einer kurzfristigen Mitarbeit in einer Kanzlei seines Heimatortes wurde er ab August 1956 juristischer Hilfsarbeiter und Assessor beim Kreis Siegen. Von April 1959 bis Oktober 1962 war er Kreisrechtsrat in Siegen. Am 10. Juli 1962 wurde Lückert als Nachfolger von Gustav Richter mit überwältigender Mehrheit für zunächst zwölf Jahre zum Oberkreisdirektor des Kreises Wittgenstein gewählt. Die Amtseinführung erfolgte am 5. November 1962 mit gleichzeitiger Verabschiedung seines Vorgängers. Lückerts Wiederwahl in dieser Funktion erfolgte am 1. Januar 1974 trotz der bevorstehenden kommunalen Neugliederung, in welcher der Kreis Wittgenstein seine politische Selbständigkeit zum 1. Januar 1975 verlieren sollte. Insofern war seine zweite Amtszeit am 31. Dezember 1974 beendet. Lückert war danach vom 1. Januar bis 30. Juni 1975 noch stellvertretender Beauftragter für die Wahrnehmung der Aufgaben des OKD Siegen. Der Kreistag Siegen versetzte ihn mit Wirkung vom 1. August 1975 in den einstweiligen Ruhestand, der aber ein dauerhafter wurde. Lückert war zudem in einer Vielzahl von überörtlichen und lokalen Funktionen sowie Ehrenämtern tätig, so unter anderem von 1963 bis 1990 als Vorsitzender des Wittgensteiner Heimatvereins.

## Familie
Wilfried Lückert heiratete 1948 die Lehrerin Margarete geb. Wolf (1920–2004) aus Erndtebrück. Aus der Ehe gingen drei Kinder hervor. Er starb am 18. April 2015 im Alter von 94 Jahren.